# Acropora scherzeriana
Acropora scherzeriana là một loài san hô trong họ Acroporidae. Loài này được Brüggemann mô tả khoa học năm 1877.